# Lead Us Back: Songs of Worship
| Đánh giá chuyên môn | Đánh giá chuyên môn |
| Nguồn đánh giá      | Nguồn đánh giá      |
| Nguồn               | Đánh giá            |
| ------------------- | ------------------- |
| CCM Magazine        | [ 3 ]               |
| Cross Rhythms       | [ 2 ]               |
| Jesus Freak Hideout | ·                   |
| Worship Leader      | [ 6 ]               |

Lead Us Back: Songs of Worship là album phòng thu thứ mười hai của nhóm nhạc Third Day. Essential Records phát hành album vào ngày 3 tháng 3 năm 2015.

## Diễn biến thương mại
Album được giới quan sát dự báo sẽ đạt doanh số 25.000 bản trong tuần đầu phát hành.

## Danh sách và thứ tự các bài hát
Tất cả các ca khúc được viết bởi Tai Anderson, David Carr, Mark Lee, Mac Powell, trừ các bài hát được ghi chú bên dưới..
| Phiên bản chuẩn  | Phiên bản chuẩn                                                              | Phiên bản chuẩn                                        | Phiên bản chuẩn |
| STT              | Nhan đề                                                                      | Sáng tác                                               | Thời lượng      |
| ---------------- | ---------------------------------------------------------------------------- | ------------------------------------------------------ | --------------- |
| 1.               | "Spirit"                                                                     | Anderson, Carr, J.T. Daly, Lee, Powell                 | 3:15            |
| 2.               | "Soul on Fire" (hợp tác với All Sons & Daughters)                            | Anderson, Brenton Brown, Carr, Lee, Matt Maher, Powell | 3:18            |
| 3.               | "Your Words" (hợp tác với Harvest)                                           |                                                        | 3:59            |
| 4.               | "Our Deliverer"                                                              | Anderson, Carr, Daly, Lee, Powell                      | 3:08            |
| 5.               | "He Is Alive"                                                                |                                                        | 3:32            |
| 6.               | "In Jesus' Name" (hợp tác với Natalie Grant, Michael W. Smith, Michael Tait) |                                                        | 4:25            |
| 7.               | "Lead Us Back"                                                               |                                                        | 1:21            |
| 8.               | "Maker"                                                                      |                                                        | 3:24            |
| 9.               | "Victorious"                                                                 |                                                        | 3:40            |
| 10.              | "I Know You Can"                                                             |                                                        | 3:05            |
| 11.              | "Father of Lights"                                                           |                                                        | 3:23            |
| 12.              | "The One I Love"                                                             |                                                        | 2:21            |
| Tổng thời lượng: | Tổng thời lượng:                                                             | Tổng thời lượng:                                       | 38:43           |

| Phiên bản cao cấp | Phiên bản cao cấp                                     | Phiên bản cao cấp |
| STT               | Nhan đề                                               | Thời lượng        |
| ----------------- | ----------------------------------------------------- | ----------------- |
| 13.               | "Praise the Invisible"                                | 3:44              |
| 14.               | "Arise"                                               | 4:52              |
| 15.               | "Your Love Is Like a River (trực tiếp)"               | 4:12              |
| 16.               | "Mountain of God (trực tiếp)"                         | 4:06              |
| 17.               | "Born Again (trực tiếp)" (hợp tác với Karyn Williams) | 3:41              |
| 18.               | "Soul on Fire (trực tiếp)"                            | 3:22              |
| 19.               | "Children of God (trực tiếp)"                         | 4:12              |
| 20.               | "Offering (trực tiếp)"                                | 4:16              |
| 21.               | "Trust In Jesus (trực tiếp)"                          | 3:57              |
| 22.               | "Follow Me There (trực tiếp)"                         | 2:51              |
| Tổng thời lượng:  | Tổng thời lượng:                                      | 77:56             |

## Xếp hạng

### Xếp hạng tuần
| Bảng xếp hạng (2015)                                  | Vị trí cao nhất |
| ----------------------------------------------------- | --------------- |
| Album Hoa Kỳ Billboard 200                            | 20              |
| Album Hoa Kỳ Christian (Billboard)                    | 1               |
| Album Hoa Kỳ Digital (Billboard)                      | 13              |
| Album Hoa Kỳ Top Rock (Billboard)                     | 5               |
| Đã nhập bảng xếp hạng không hợp lệ BillboardSales\|13 |                 |